# Маловишерский промышленный район
Маловишерский промышленный район — территориально-административная единица Новгородской области РСФСР, существовавшая с 1962 по 1965 год. Центр — город Малая Вишера.
Маловишерский промышленный район был образован постановлением Новгородского облисполкома от 22 декабря 1962 года и указом Президиума Верховного Совета РСФСР от 1 февраля 1963 года в ходе всесоюзной реформы административно-территориального деления.
В состав района вошли города Малая Вишера и Чудово, а также рабочие посёлки Большая Вишера, Краснофарфорный, Кулотино, Окуловка, Парахино-Поддубье и Угловка.
10 июля 1964 года р.п. Окуловка был передан в Окуловской сельский район.
11 декабря 1964 года р.п. Парахино-Поддубье был присоединён к р.п. Окуловка (при этом был образован город Окуловка).
Указом Президиума Верховного Совета РСФСР от 12 января 1965 года и решением Новгородского облисполкома от 14 января того же года Маловишерский промышленный район был упразднён. При этом город Малая Вишера и р.п. Большая Вишера вошли в состав Маловишерского района; р.п. Кулотино и Угловка — в состав Окуловского района; город Чудово и р.п. Краснофарфорный — в состав Чудовского района.